# إس إس القيصر فيلهلم العظيم
إس إس القيصر فيلهلم العظيم كانت باخرة ألمانية صنعت في شتين من طرف شركة NDL وضعت في الخدمة سنة 1897 كانت أول بارجة في العالم نمتلك أربع مداخن تختص البارجة بحجمها الضخم .الفخامة والسرعة. تمثل مجد للقيصر الألماني فيلهام الثاني الذي أراد أن يجعل من بلاده قوة بحرية من الدرجة الأولى
حازت السفينة على جائزة le ruban bleu كأسرع سفينة في عهدها منهية بذلك السيطرة البريطانية كانت هي أول سفينة تجهز بالتليغراف من طرف شركة Macroni
تعرضت الباخرة إلى بعض الحوادث سنة 1900 نجت من حادث احتراق رهيب في ميناء في نيويورك و في سنة 1906 كان ضحيت تصادم في ميناء cherbourg.
ابان الحرب العالمية الأولى تحولت إلى سفينة حربية مكلفة بمهام قطع الإمداد في فترة وجيزة تمكن من اغراق سفن بريطانية عديدة
26 غشت 1914دارت معركة بينها و بين highflyer التي نجم عنها غرق السفينة على سواحل مدينة الداخلة سنة 1952 أعلنت الإدارة الإسبانية عن تفكيكها للسفينة إلى أن عثرت جمعية السلام لحماية البيئة و التنمية المستدامة بالداخلة على مقدمة السفينة يو 6 شتنبر 2013 حيث قامت بتصويره من أجل جعل مدينة الداخلة الشيء الذي أكدته لاحقا وزارة الثقافة المغربية يوم 8 ـكتوبر2013 .